# Auto-Scholz
Die Unternehmensgruppe Auto-Scholz mit Sitz in Bamberg ist eine Unternehmensgruppe im Automobilbereich mit 21 Autohäusern. Seit 1904 hat das Unternehmen eine Mercedes-Benz Vertragspartnerschaft.

## Struktur und Geschäftstätigkeit
Die Unternehmensgruppe Auto-Scholz besteht aus der Auto-Scholz GmbH & Co. KG, Auto-Scholz AHG GmbH & Co. KG, Auto-Scholz-AVS GmbH & Co. KG, Auto-Scholz Sportwagen GmbH. Eine weitere Gesellschaft der Gruppe ist die DCP Immobilien GmbH & Co. KG. Die Auto-Scholz GmbH & Co. KG befindet sich über die Star Holding GmbH und die M. Eidenmüller GmbH im Eigentum des Auto-Scholz-Geschäftsführers Michael Eidenmüller. Auf ähnliche Arten sind auch weitere Gesellschaften der Gruppe mit Eidenmüller verbunden, zum Teil auch mit weiteren Gesellschaftern.
Zum Tätigkeitsfeld zählen Vertrieb und Service der Marken Mercedes-Benz, Mercedes-Benz Trucks, Smart, Porsche, Volkswagen, Aston Martin, Mitsubishi Fuso, mehrere Wohnwagen-Marken sowie Audi-Service. Die Firma hat Standorte in Bamberg, Bayreuth, Kulmbach, Forchheim, Höchstadt/Aisch, Nürnberg, Pegnitz sowie Jena, Gera, Altenburg, Eisenberg, Schmölln und Zeitz.

## Geschichte
Das Unternehmen wurde 1894 von Hermann Scholz als Werkstätte für Reparatur von Automobilen im niederschlesischen Liegnitz gegründet. Am 1. April 1904 schloss Scholz einen Automobil-Liefervertrag mit Carl Benz und ist damit der weltweit zweitälteste Mercedes-Benz Partner.

Der Beginn von Auto-Scholz in Liegnitz, Schlesien

Nach dem Zweiten Weltkrieg wurde der Betrieb mit Unterstützung ehemaliger Mitarbeiter aus Schlesien in Bamberg neu aufgebaut. 1956 übernahm Auto-Scholz die Betriebsstätte in der Luisenstraße vom damaligen Daimler-Vertreter. Seit 1965 erfolgte die Eröffnung der Zweigbetriebe in Forchheim, Höchstadt, Hollfeld und Ebern. 1992 übernahm Michael Eidenmüller, ein Urenkel des Gründers, die Geschäftsführung. Im gleichen Jahr begann der Aufbau von Betrieben in Jena, Gera, Altenburg, Schmölln und Eisenberg zusammen mit Michael Pickel und Ulrich Weise.
2000 übernahm das Unternehmen die Betriebe Scheuerecker in Bayreuth, Pegnitz und Bad Berneck sowie Karl Dörnhöfer und Gemeinder in Kulmbach. 2001 folgten Übernahme und Neubau des Porschezentrums Bamberg und 2003 eine Übernahme des Porschezentrums Nürnberg-Fürth-Erlangen. 2006 wurde das Volkswagenzentrum Bamberg mit drei Standorten in Bamberg übernommen. Im selben Jahr kam es zum Kauf der Immobilie und Eröffnung des Audi-Service-Betriebs Bamberg, Kronacher Straße. 2007 erfolgte der Neubau und Eröffnung des Volkswagenzentrum Bamberg.
2013 wurde das TruckWorks Diagnosezentrum in Bamberg eröffnet. Am 20. Mai 2017 wurde ein neu gebautes Porschezentrum in Bayreuth eröffnet, mit dem Auto-Scholz das Porsche-Marktgebiet Bayreuth-Hof von der Firma Motor Nützel übernahm.

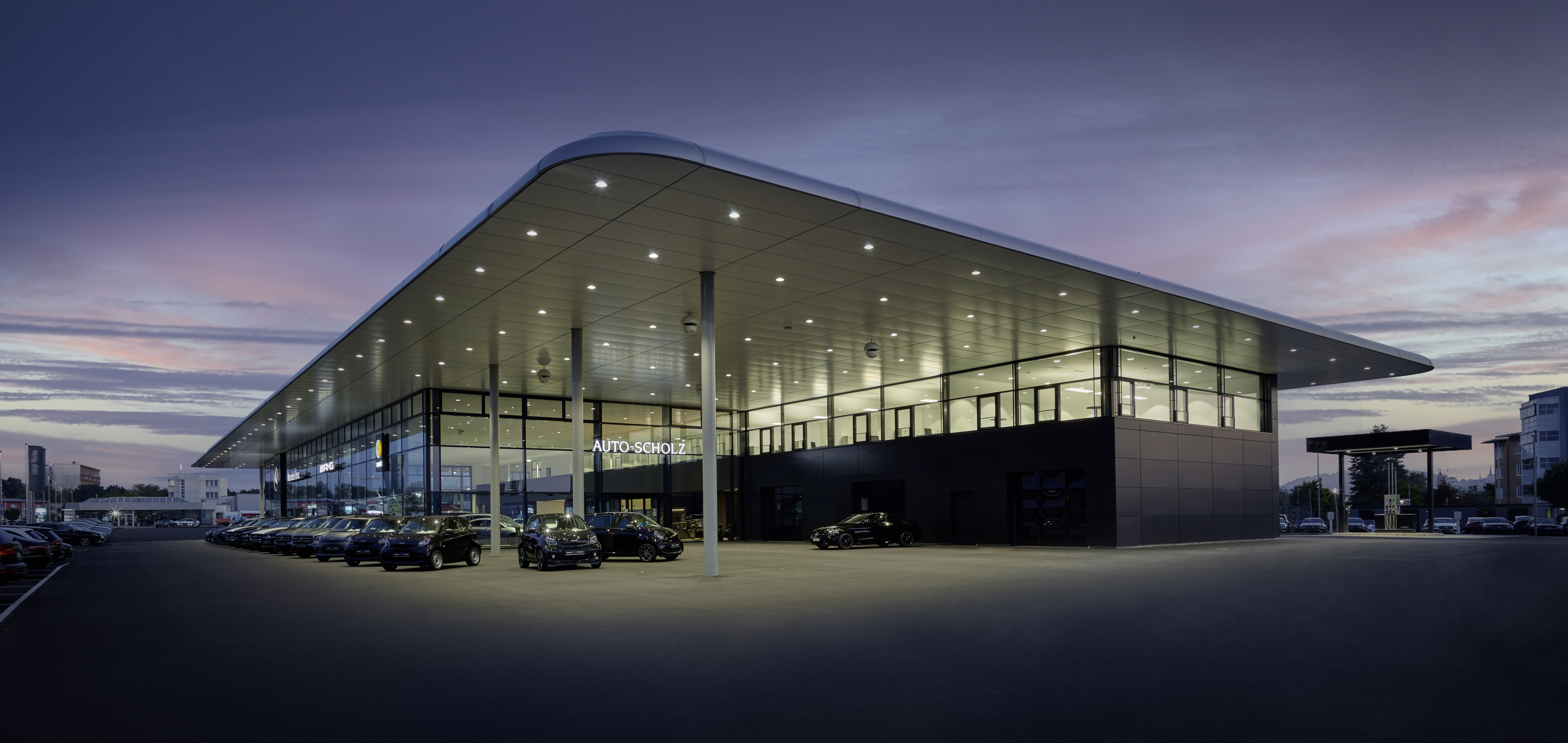
Auto-Scholz Center of Experience in Bamberg

2021 wurde auf dem Firmengelände in der Kärntenstraße in Bamberg ein neues Geschäftsgebäude mit dem Namen Auto-Scholz Center of Experience entsprechend der Mercedes-Benz Markenarchitektur gebaut. Investiert wurden hierfür insgesamt 16,7 Mio. Euro.